# Volání divočiny
Volání divočiny (The Call of the Wild) je román amerického spisovatele Jacka Londona vydaný roku 1903. Jedná se o Londonovu nejčtenější knihu. Děj se odehrává koncem 19. století v kanadském teritoriu Yukon během zlaté horečky na Klondiku a hlavním hrdinou je pes jménem Buck.
Román se dočkal několika filmových a divadelních adaptací, například v letech 1935, 1972, 1997 a 2020 Tematicky na něj navazuje další Londonův román, Bílý tesák, vydaný v roce 1906.
V roce 2017 vyšlo jako audiokniha v podání Vladislava Beneše.